# Kazys Škirpa
Kazys Škirpa (ur. 18 lutego 1895 w Sałotach koło Birż, zm. 18 sierpnia 1979 w Waszyngtonie) – litewski wojskowy i dyplomata, attaché wojskowy w Berlinie oraz litewski poseł w II RP i III Rzeszy, działacz emigracji litewskiej w USA. 

## Życiorys
W 1915 ukończył gimnazjum w Mitawie, dalej kształcił się w Instytucie Handlowym w Petersburgu. Rok później ukończył szkołę wojenną w Peterhof, następnie studiował na fakultetach i uczelniach wojskowych w Zurychu, Kownie i Brukseli (1921–1925). 
Od 1920 do 1921 posłował na Sejm Ustawodawczy Litwy. W grudniu 1926 sprzeciwił się wojskowemu zamachowi stanu. Mimo tego rok później rząd nacjonalistyczny wysłał go jako attaché wojskowego do Berlina, którym pozostał do 1937, kiedy mianowano go przedstawicielem Litwy przy Lidze Narodów. 
Po nawiązaniu stosunków dyplomatycznych z Polską w marcu 1938, wymuszonych przez polskie ultimatum wobec Litwy, litewski poseł w Warszawie (do grudnia 1938), następnie oficjalny przedstawiciel Litwy w Berlinie. 
Po okupacji terytorium Litwy przez Armię Czerwoną (VI 1940) i aneksji Litwy przez ZSRR pozostał w Niemczech, gdzie skupił wokół siebie grono litewskich działaczy niepodległościowych. Po Ataku Niemiec na ZSRR w czerwcu 1941 wybrany szefem rządu niepodległej Litwy – władze niemieckie nie pozwoliły mu jednak przedostać się do Kowna. 
Po 1945 pozostawał na emigracji – najpierw w Paryżu i Irlandii, gdzie wykładał język rosyjski, od 1949 w USA.